# Tháng 6 năm 2005
Trang này liệt kê những sự kiện quan trọng vào tháng 6 năm 2005.

## Thứ tư, ngày1 tháng 6
- Trong cuộc trưng cầu dân ý ở Hà Lan, những kết quả đầu tiên tỏ ra là cử tri đã chống Hiến pháp châu Âu rõ ràng hơn cuộc trưng cầu Pháp vào Chủ nhật, 63% bỏ phiếu "chống". BBC VNN VOA

## Thứ sáu, ngày3 tháng 6
- Một cuộn phim từ Cuộc tàn sát tại Srebrenica 1995 được đưa ra tại Tòa xét xử tội ác Quốc tế ở Nam Tư có cảnh nhiều người Bosna nam bị giết, làm dân chúng Serb tức giận.

## Thứ bảy, ngày4 tháng 6
- Bộ Quốc phòng Mỹ xác nhận lời tố cáo rằng kinh Coran bị mạo phạm ở Trại tù Guantánamo (của Mỹ). Họ nói là đã xảy ra vài lần, có lần tình cờ và lần chủ tâm. BBC VNN VOA

## Thứ bảy, ngày8 tháng 6
- Đảng cầm quyền của Ethiopia gán tội một đảng đối lập sau khi có bạo động trong những cuộc biểu tình về những gian trá trong cuộc tổng tuyển cử tháng trước làm chết 1456 người.

## Thứ bảy, ngày9 tháng 6
- Sau nhiều cuộc biểu tình lớn tại Bolivia, Chánh án Toà án Tối cao Eduardo Rodríguez trở thành tổng thống lâm thời sau khi Carlos Mesa từ chức.
- Tổng thống Togo Faure Gnassingbé bổ nhiệm Edem Kodjo làm tân thủ tướng Togo.
- Hoa Kỳ bỏ phản đối về nhiệm kỳ kế tiếp của người lãnh đạo Cơ quan Năng lượng Nguyên tử Quốc tế (IAEA) Mohamed ElBaradei.

## Thứ hai, ngày13 tháng 6
- Nhà ngoại giao Thụy Điển Jan Eliasson được nhất trí bầu làm chủ tịch mới của Đại hội đồng Liên hiệp quốc.

## Thứ ba, ngày14 tháng 6
- Phó tổng thống Jacob Zuma của Cộng hoà Nam Phi bị Tổng thống Thabo Mbeki đào thải sau khi có dính líu vào vụ tham nhũng quan trọng. BBC VNN VOA
- Một cuộc thăm dò ý kiến quan trọng cho biết là chỉ có 30% của cử tri Ireland tính bỏ phiếu thuận trong cuộc trưng cầu dân ý ở đấy về Hiến pháp châu Âu.

## Thứ tư, ngày15 tháng 6
- Asafa Powell, người Jamaica, đạt kỷ lục mới về chạy đua 100 m với 9,72 giây. VNN Lưu trữ ngày 18 tháng 6 năm 2005 tại Wayback Machine

## Thứ bảy, ngày18 tháng 6
- Trong cuộc bầu cử tổng thống năm 2005 tại Iran, thị trưởng bảo thủ của Tehran Mahmoud Ahmadinezhad bất ngờ theo Akbar Hashemi Rafsanjani vào hiệp nhì của cuộc bầu cử được tổ chức vào ngày 24 tháng 6. BBC VOA

## Chủ nhật, ngày19 tháng 6
- Thủ tướng Việt Nam Phan Văn Khải bắt đầu chuyến công du tại Hoa Kỳ. BBC SJMN[liên kết hỏng] VOA
  - Thêm về chuyến này: BBC Calitoday Lưu trữ ngày 25 tháng 11 năm 2005 tại Wayback Machine, RFA VNN, VOA VOV Lưu trữ ngày 23 tháng 6 năm 2005 tại Wayback Machine

## Thứ hai, ngày20 tháng 6
- Nhóm chống Syria của Saad Hariri thắng đa số phiếu trong quốc hội Liban trong cuộc tổng tuyển cử.

## Thứ ba, ngày21 tháng 6
- Đề nghị của Nhật Bản để mang lại đánh cá voi thương mại bị thất bại ở hội nghị của Hội đồng Đánh Cá Voi Quốc tế tại Ulsan (Hàn Quốc).

## Thứ tư, ngày22 tháng 6
- Tàu buồm vũ trụ Cosmos 1 không vào quỹ đạo được sau khi được phóng lên trên một cải lông Volna từ tàu ngầm Delta III của Nga.

## Thứ năm, ngày23 tháng 6
- Sau khi Chiến dịch Murambatsvina đã làm 200.000 người Zimbabwe mất căn nhà từ kỳ bầu cử vào tháng 3, mới có tin đồn về người đầu tiên bị giết.
- Trong vụ Kelo đối New London, Tòa án Tối cao Hoa Kỳ ra lệnh là những chính phủ địa phương có thể sử dụng lý do lãnh địa tối cao (eminent domain) khi sung công tài sản cá nhân cho mở mang thương mại mà phục vụ nhân dân.

## Thứ sáu, ngày24 tháng 6
- Thủ tướng Việt Nam Phan Văn Khải kết thúc chuyến công du một tuần tại Hoa Kỳ.
- Lũ lụt tại Trung Quốc khiến trên 536 người thiệt mạng và hàng trăm ngàn người vô gia cư.